# Privé
Privé é o primeiro EP do cantor dominicano Juan Luis Guerra. Foi lançado em 25 de dezembro de 2020 e distribuído pela Universal Music Latin. A produção do álbum consistiu em uma sonoridade intimista baseada e orientada em son e uma versão lenta de merengue chamada pambiche e com elementos de jazz, blues, bossa nova e música clássica junto com a utilização de instrumentos piano, violão, guira, vibrafone e saxofone. Foi produzido por Juan Luis Guerra e co-produzido por Janina Rosado.
O lançamento de Privé foi acompanhado por um especial de Natal na TV e transmissão ao vivo em que Guerra cantou as cinco músicas e gravou no quintal de sua casa em sua cidade natal, Santo Domingo, República Dominicana. Foi dirigido e produzido pelo próprio filho de Guerra, Jean Guerra. Posteriormente foi disponibilizado nas plataformas digitais.
O EP recebeu elogios da crítica e foi indicado ao Grammy Latino de Álbum do Ano e o single principal, "Pambiche Pa` Mi Novia", foi indicado para Melhor Canção Tropical. Eventualmente, ganhou o prêmio de Melhor Álbum Vocal Pop Tradicional na mesma cerimônia e Melhor Arranjo para a versão de "Ojala Que Llueva Cafe".

## Faixas
Todas as faixas escritas e compostas por Juan Luis Guerra. 
| N.º            | Título                                 | Duração |  |
| 1.             | "Las Avispas (Versão prive)"           | 3:29    |  |
| 2.             | "Donde Nace Tus Besos"                 | 3:27    |  |
| 3.             | "A pedir su mano (Versão prive)"       | 3:36    |  |
| 4.             | "Pambiche de novia"                    | 2:43    |  |
| 5.             | "Ojala que llueva cafe (Versão prive)" | 3:49    |  |
| Duração total: | Duração total:                         | 17:04   |  |